# Yunchan Lim
Yunchan Lim ( 임윤찬 (en hangul, im-yunchan); nacido: 20 de marzo de 2004) es un pianista de Corea del Sur, y el más joven en ganar el Concurso Internacional de Piano Van Cliburn con 18 años.

## Educación
Lim empezó a tomar clases de piano con 7 años, y posteriormente accedió a la Academia de música del  Centro de artes de Seúl. A los 13, fue aceptado en la Universidad Nacional de las Artes de Corea donde empezó a estudiar con Minsoo Sohn. Tiene previsto trasladar sus estudios con Minsoo Sohn al Conservatorio de Música de Nueva Inglaterra en otoño de 2023.

## Carrera profesional
En 2018, Lim ganó el segundo premio y el Premio Especial Chopin en el Cleveland International Piano Competition for Young Artists. El mismo año, fue el participante más joven en el Concurso Internacional Thomas & Evon Cooper, donde ganó el tercer premio y el premio del público. En 2019, fue el más joven en ganar el Concurso Internacional Isang Yun de Corea del Sur, donde también obtuvo dos premios especiales. En 2022, Lim ganó el Decimosexto Concurso Internacional de Piano Van Cliburn, convirtiéndose en el ganador del premio más joven de la competencia. Además ganó US$100,000 y gestión de carrera por tres años.
Lim ha tocado con orquestas como la Sinfónica de Corea, la Filarmónica de Suwon, la Orquesta Filarmónica de Busan, la Orquesta Sinfónica de Fort Worth, la Orquesta de Cleveland, la Orquesta Filarmónica de Nueva York, la Orquesta Filarmónica de Los Ángeles, entre otras.
Ha realizado recitales en el Wigmore Hall, la Fundación Louis Vuitton, el Centro de artes de Seúl, el Teatro nacional y sala de conciertos de Taipéi y el Festival y Escuela de Música de Aspen entre otros lugares.
En 2023, fue incluido en la Forbes 30 Under 30 en la categoría de Artes en Asia
Está previsto que haga su debut en el Carnegie Hall el 21 de febrero de 2024.

## Discografía
"Beethoven, Isang Yun, Barber (Live)" Publicado el 28 de noviembre de 2022 por Deutsche Grammophon en formatos CD-ROM, Descarga digital (música), Streaming.
"Live from the Cliburn: Liszt - Trascendental Etudes" Publicado el 7 de julio de 2023 por Steinway & Sons en formato CD-ROM, Descarga digital (música), Streaming.